# Odprto prvenstvo Avstralije 2009
Odprto prvenstvo Avstralije 2009 je bil teniški turnir, ki je potekal med 19. januarjem in 1. februarjem 2009 v Melbournu.

## Rezultati

### Moški posamično
Rafael Nadal :  Roger Federer, 7–5, 3–6, 7–6(7–3), 3–6, 6–2

### Ženske posamično
Serena Williams :  Dinara Safina, 6–0, 6–3

### Moške dvojice
Bob Bryan /  Mike Bryan :  Mahesh Bhupathi /  Mark Knowles, 2–6, 7–5, 6–0

### Ženske dvojice
Serena Williams /  Venus Williams :   Daniela Hantuchova /  Ai Sugijama, 6–3, 6–3

### Mešane dvojice
Sania Mirza /  Mahesh Bhupathi :  Natalie Dechy /  Andy Ram, 6–3, 6–1